# Зміїний бог
Зміїний бог (італ. Il dio serpente) — італійський еротичний фантастичний фільм 1970 року режисера П'єро Вівареллі з італійською американською актрисою Надією Кассіні в її першій головній ролі. Цей фільм є попереднім прикладом фільмів про сексплуатацію на тему вуду (а пізніше про зомбі), знятих італійськими режисерами в Колумбії. Головна пісня фільму «Djamballà» Аугусто Мартеллі посіла перше місце в італійському хіт-параді.

## Сюжет
Шлюб Паоли з Бернардом погіршується. Після того, як пара переїхала на острів у Карибському морі, Паола подружилася з місцевою жінкою на ім'я Стелла, яка познайомила її з культом бога-змії Джамбала. Паола, яка спочатку зневажала ритуали культу, незабаром усвідомлює, що вони уособлюють пристрасть і хтивість, яких бракує в її подружньому житті. Під час ритуалу, де реальність переплітається з фантазією, Паола займається сексом із сильним чорношкірим чоловіком, якого вона ототожнює з самим богом змій. Після раптової смерті чоловіка вона запрошує свого колишнього коханця Тоні на острів, щоб почати нове життя, але розуміє, що Джамбалла став її єдиною одержимістю.

## Акторський склад
- Надя Кассіні — Паола
- Беріл Каннінгем у ролі Стелли
- Серджіо Трамонті в ролі Тоні
- Галеаццо Бентівольо — Бернард
- Арнольдо Паласіос — відьма
- Хуана Собреда
- Клаудіо Тріонфі — священик
- Еварісто Маркес — Джамбалла
- Койке Махоко

## Виробництво
Режисер П'єро Вівареллі сказав, що сексуальна сцена, яку зіграла Надія Кассіні, не була змодельована: «Я сказав Еварісто Маркесу, акторові, у якого з нею була пристрасна сцена, поводитися так, ніби все було по-справжньому. І я думаю, що так воно і було. До того ж, Кассіні не заперечувала».